# Воронов, Георгий Анатольевич
Гео́ргий Анато́льевич Во́ронов (18 октября 1935, Москва, СССР — 22 марта 2023, Пермь, Россия) — советский и российский эколог, биогеограф, доктор географических наук, профессор, общественный деятель, основатель и заведующий (1977—2008) кафедрой биогеоценологии и охраны природы Пермского университета. Заслуженный эколог Российской Федерации, почётный работник высшего профессионального образования Российской Федерации, заслуженный профессор Пермского университета. Создатель заповедников «Басеги» и «Вишерский».

## Биография
Родился 18 октября 1935 года в Москве. Отец — известный биогеограф А. Г. Воронов, по материнской линии Георгий Анатольевич принадлежит к династии пермских учёных и просветителей Генкелей. Его мать — филолог-русист М. А. Генкель; а дед А. Г. Генкель и дядя П. А. Генкель — известные биологи.
Практически все детство и юность провёл в Перми (Молотове), учился в неполной (семилетней) средней школе № 32, где директор школы и классный руководитель заметили, что Георгий Анатольевич «обнаружил большой интерес к биологии», он, например, привозил из летних экспедиций, в которых он участвовал с отцом, собственные коллекции из тушек птиц, чучел животных и т. д., читал дополнительную литературу по зоологии, состоял в биологическом кружке, руководил научным бюллетенем класса, участвовал в организации живого уголка в школе. Затем он снова оказался в Москве, где и поступил в 1955 году в Московский государственный университет на географический факультет, который успешно закончил в 1960 году по кафедре биогеографии.
По словам Г. А. Воронова, ему очень повезло в жизни на хороших учителей, под руководством которых он проходил обучение в МГУ, работал в научных экспедициях, проводил научные исследования. Это такие известные ученые географы, биологи, экологи, как профессора А. Н. Формозов, А. П. Кузякин, А. Г. Воронов, Н. А. Гладков, А. М. Чельцов-Бебутов, позднее Н. Ф. Реймерс.
В 1960 году после окончания университета Г. А. Воронов по распределению работает в Институте географии Сибири и Дальнего Востока СО АН СССР, где в 1961 году поступает в аспирантуру.
В 1964 году переходит в лабораторию зоологии Сахалинского комплексного НИИ ДВО АН СССР. В 1965 году защищает кандидатскую диссертацию. Все эти годы принимает активное участие в организации и проведении долговременных, стационарных научных исследований в различных труднодоступных районах Сибири и Дальнего Востока, по результатам которых был написан и опубликован целый ряд серьёзных работ, в том числе одна монография в соавторстве с Н. Ф. Реймерсом — «Насекомоядные и грызуны Верхней Лены» (1963).
В 1966 году окончательно переехал в город Пермь. До 1976 года работает доцентом кафедры зоологии биолого-химического факультета в Пермском государственном педагогическом институте. За этот период успевает осуществить целый ряд проектов. Это и организация нескольких экспедиций со студентами, аспирантами ПГПИ в Сибирь, в верховья р. Лены. Это организация научных исследований в пределах Пермской области. Это подготовка, редактирование и выпуск двух серий научных сборников трудов — «Вопросы экологии и териологии» и «Биогеография и краеведение», где публиковались не только пермские учёные из ПГПИ, ПТУ, специалисты местных природоохранных и природопользовательских организаций, но и из Москвы, Свердловска, Иркутска и других городов.
В 1976 году перешёл в Пермский государственный университет на географический факультет на должность доцента кафедры физической географии.
В 1977 году организовал на этом факультете новую кафедру — биогеоценологии и охраны природы, которой бессменно заведовал до 2008 года.
Скончался 22 марта 2023 года на 88-м году жизни.

## Ученые степени и звания
- Кандидат биологических наук, 1965 г., Объединенный совет по биологическим наукам Сибирского отделения АН СССР
- Доктор географических наук, 1997 г., Московский государственный университет
- Доцент, 1967 г.
- Профессор, 1992 г.

## Научная деятельность
В рамках работы кафедры биогеоценологии и охраны природы под руководством Г. А. Воронова создана научная школа, которая является естественным продолжением учений Н. Ф. Реймерса и Ф. Р. Штильмарка. В работе научной школы сформированы следующие приоритетные научные направления:
1. Продуктивность вида в пределах ареала;
2. Исследование антропогенной динамики природных систем и их компонентов;
3. Исследование и подготовка проектов организации особо охраняемых природных территорий;
4. Исследование проблем экологического образования и воспитания.

В российских научных изданиях и за рубежом Г. А. Вороновым опубликованы работы о природе, животном мире и особо охраняемых природных территориях Пермского края, о природе и растительном мире Сахалинской области, Красноярского края, верхней Лены и Приуралья, ранние работы посвящены жужелицам, клещам и блохам, амфибиям и рептилиям, птицам и зверям, как отдельным видам, так и их сообществам. Признанный специалист в области охраны природы, териологии. C 1991 года входит в состав УМО университетов России по высшему географическому и экологическому образованию. Г. А. Воронов входит в состав комиссии по охране природы УрО РАН (Екатеринбург), научно-технического совета Муниципального управления экологии и природопользования (Пермь), научно-технического совета Управления по охране окружающей среды Пермского края, председатель Пермского отделения Всероссийского териологического общества РАН. Активный член Учебно-методического совета по экологии и устойчивому развитию Учебно-методического объединения по классическому университетскому образованию, автор многих центральных программ дисциплин по направлению «Экология и природопользование». Автор более 300 научных и методических работ, в том числе 20 книг.
Под руководством Г. А. Воронова преподавателями созданной им кафедры подготовлено и успешно защищено 6 кандидатских диссертаций и 1 докторская.

### Наиболее значимые достижения
- Научное обоснование и участие в создании двух заповедников федерального значения в Пермском крае: «Басеги» (1982) и «Вишерский» (1991). Создание «Генеральной схемы создания природно-заповедного фонда Пермской области». Разработка сети особо охраняемых природных территорий в Пермском крае, в том числе 5 ландшафтных заказников и более 300 других особо охраняемых природных территорий.
- Участие в подготовке законов регионального уровня, регламентирующих отношения в сфере охраны природы, окружающей среды, заповедного дела, сохранения природного наследия: Закон Пермской области от 08.07.1996 N 499-79 «Об охране окружающей природной среды Пермской области»; Закон Пермской области N 2623—581 от 11.11.2005 г. «О природном наследии Пермского края».
- Участие в разработке комплексных целевых программ «Комплексная экологическая программа города Перми на 2008—2010 гг.» с нацеленностью на реализацию Положений международной биологической программы «Человек и биосфера» на региональном уровне.
- Введение специальности «Охрана окружающей среды и рациональное использование природных ресурсов» в Российских классических университетах, в том числе в Пермском государственном, создание и руководство кафедрой биогеоценологии и охраны природы в Пермском государственном университете (с 1977 по 2008 гг.).

## Основные работы
- Насекомоядные и грызуны Верхней Лены. Иркутское книжное издательство, 1963. 92 с. (соавт. Н. Ф. Реймерс)
- Животный мир Прикамья. Пермь, Пермское книжное издательство, 1989. 193 с. (соавт. А. И. Шураков, Ю. Н. Каменский)
- География Коми-Пермяцкого автономного округа. Учебное пособие. Пермь: Пермская книга, 1992. 144 с. (соавт. С. Б. Девяткова, Р. Г. Кузьминова, С. А. Бузмаков и др.)
- География мелких млекопитающих южной тайги Приуралья, Средней Сибири и Дальнего Востока (антропогенная динамика фауны и населения). Пермь: Издательство Пермского университета, 1993. 222 с.
- Амфибии и рептилии Пермской области (предварительный кадастр). Пермь: Издательство Пермского университета, 1994. 158 с. (соавт. Р. А. Юшков)
- Состояние окружающей среды и здоровья населения г. Перми в 1996 г. Справочно-информационные материалы. (соавт. В. А. Акимов, Э. А. Аликин, С. А. Вековшинина и др.)
- Животные Прикамья. Позвоночные. Книга II. Учебное пособие. Пермь: Книжный мир, 2001. 186 с. (соавторы — А. И. Шепель, Е. А. Зиновьев и др.)
- Особо охраняемые природные территории Пермской области. Реестр. Пермь: Книжный мир, 2002. 464 с. (соавторы — В. А. Акимов, Т. В. Александрова и др.)
- Слово о природном наследии. Избранные труды / Сост. В. А. Акимов. Пермь: Издатель Богатырев П. Г., 2005. — 448 с.
- Животные города Перми. Позвоночные: монография. Пермь: Форвард-С, 2010. 296 с.

## Ступени профессиональной карьеры
- Рабочий, Биогеографические экспедиции Географического факультета МГУ, 1954
- Старший лаборант, Институт географии Сибири и Дальнего Востока СО АН СССР, 1960
- Аспирант, Институт географии Сибири и Дальнего Востока СО АН СССР, 1961
- Аспирант, Институт географии АН СССР, 1963
- Младший научный сотрудник Сахалинского комплексного научно-исследовательского института СО АН СССР, 1964
- Доцент, Пермский государственный педагогический институт, 1966
- Доцент, кафедра физической географии Пермского государственного университета, 1976
- Зав. кафедрой, Пермский государственный университет, 1977
- Профессор, Пермский государственный университет, 2008

## Членство в ученых советах, других государственных и общественных ассоциациях
- Научный совет по изучению, охране и рациональному использованию животного мира РАН (Москва);
- Учебно-методическое объединение университетов России по высшему экологическому образованию;
- Учебно-методическое объединение университетов России по высшему географическому образованию;
- Комиссия по охране природы УрО РАН;
- Научно-технический совет Муниципального управления экологии и природопользования г. Перми;
- Научно-технический совет Управления по охране окружающей среды Министерства природных ресурсов Пермского края;
- Председатель Пермского отделения Всероссийского териологического общества РАН;
- Совет Федерации охотников и рыболовов Пермского края;
- Президиум Пермского отделения Всероссийского общества охраны природы;
- Председатель Пермского отделения Экологического парламента бассейна р. Волги и Северного Каспия;
- Сопредседатель Экологического парламента бассейна р. Волги и Северного Каспия;
- Руководитель Пермского регионального отделения Общероссийского общественного движения «Экосфера»;* Градостроительный совет г. Перми;
- Совет географического факультета ПГУ;
- Экологический совет ПГУ;
- Консультативный совет при Управлении Росприроднадзора по Пермскому краю;
- Диссертационный совет по защите докторских и кандидатских диссертаций по специальности «Экология» при ПГУ;
- Диссертационный совет по защите докторских и кандидатских диссертаций по специальности «География» при ПГУ.

## Академические награды
- Заслуженный профессор Пермского государственного университета, 2010.
- Почетный работник высшего профессионального образования, 08.08.2009.
- Почетный знак «За охрану природы России». Награждён дважды: 01.08 1984 г. и 11.11.2004 г
- Почетное звание «Заслуженный эколог Российской Федерации», 15.01.1998.
- Большая серебряная медаль Всероссийского общества охраны природы, 29.11.1994.
- Почетный член Пермского общества охотников и рыболовов, 05.03.1992.
- Почетный член Всероссийского общества охраны природы, 03.09.1991 г. Занесен в книгу почета общества.